# Annika Roloff
Annika Roloff (* 10. März 1991 in Holzminden) ist eine deutsche Leichtathletin, die sich auf den Dreisprung spezialisiert hat. Bis zur Hallensaison 2018 startete sie beim Stabhochsprung und konkurrierte auch bei Hürdenläufen und beim Weitsprung.

## Berufsweg
Roloff machte 2010 ihr Abitur am Campe-Gymnasium Holzminden und zog 2012 nach Hannover. Anfang 2016 machten sie ihren Bachelorabschluss und studiert Sport und Englisch auf Lehramt an der Gottfried Wilhelm Leibniz Universität Hannover.

## Sportliche Karriere
Schon im Grundschulalter hatte Roloff regelmäßig einen Stab in der Hand und sprang bei ihrem ersten Wettkampf mit sechs Jahren 1,66 m hoch. 2002 erfolgt ihr erster Sprung mit dem Stab über 3 Meter. Nach und neben norddeutschen und niedersächsischen Meistertiteln wurde Roloff 2008 Deutsche U18-Meisterin und 2009 Deutsche U20-Vizemeisterin in der Halle.
2011 holte Roloff Bronze bei den U23-Europameisterschaften in Ostrava, wurde Deutsche U23-Meisterin und erreichte bei den Aktiven den 5. Platz bei den Deutschen Meisterschaften.
2012 konnte sich Roloff erneut den U23-Meistertitel sichern und 2013 die Vizemeisterschaft, sowohl bei den Junioren (U23) als auch bei den Aktiven in der Halle.
Während ihres Auslandssemesters in den USA an der University of Akron (Ohio), konnte Roloff 2014 in Eugene (Oregon) die erste nicht-Amerikanische NCAA-Meisterin im Stabhochsprung werden; zuvor hatte sie mit persönlicher Bestleistung schon den 3. Platz bei den NCAA-Hallenmeisterschaften in Albuquerque (New Mexico) belegt.
2015 erreichte Roloff den 4. Platz bei den Deutschen Hallenmeisterschaften und holte sich zum dritten Mal den Titel bei den Deutschen Hochschul-Meisterschaften.
2016 wurde sie Deutsche Hochschulvizemeisterin. Zuvor war Roloff Ende April bei einem Testwettkampf im Trainingslager in Belek bei Antalya mit 4,50 m eine neue persönliche Bestleistung gesprungen und hatte damit als erste deutsche Stabhochspringerin die Norm für die Olympischen Spiele 2016 in Rio de Janeiro erreicht. Bei den Deutschen Meisterschaften kam sie mit erneuter persönlicher Bestleistung von 4,55 m auf den 3. Platz. Beim Stabhochsprung-Meeting am Landauer Obertorplatz Ende Juni steigerte sie ihre persönliche Bestleistung auf 4,60 m. Im August nahm sie an den Olympischen Spielen in Rio de Janeiro teil, wo sie in der Qualifikation mit 4,45 Metern ausschied.
2017 wurde Roloff in Leipzig Deutsche Hallenvizemeisterin und kam bei den Halleneuropameisterschaften in Belgrad auf den zehnten und bei den Deutschen Meisterschaften auf den 5. Platz. Mitte Juli wurde sie vom Allgemeinen Deutschen Hochschulsportverband (adh) für die Sommer-Universiade in Taipeh nominiert, wo sie sich mit der Silbermedaille zufriedengeben musste. Roloff hatte an zweiter Stelle liegend die 4,45 m ausgelassen, was vermutlich ein taktischer Fehler war, denn die in Führung liegende Iryna Schuk hatte über diese Höhe drei Fehlversuche. Mit übersprungenen 4,45 m hätte Roloff Gold errungen, musste nun aber 4,50 m bewältigen, was ihr nicht gelang.
2018 wollte Roloff die Steigerung ihrer Bestmarke von 4,60 m erneut in Angriff nehmen, doch muskuläre Probleme verhinderten dies. Noch im Winter fasste sie den Entschluss, zwar nicht mit der Leichtathletik abzuschließen, sich aber eine neue Herausforderung zu suchen. Dies basierte auf der eigenen Erkenntnis, dass für eine dauerhafte Präsenz in der Weltspitze ihr ein paar Zentimeter an Körpergröße fehlen, ein Umstand, der sich in Technik und Wahl der Stablänge auswirkte. Ihre Wahl auf den Dreisprung.
Roloff war von 2006 bis 2017 im Kader des Deutschen Leichtathletik-Verbandes (DLV). Trotz Normerfüllung wurde sie nicht mehr nicht mehr für den Bundeskader zugelassen.

## Vereinszugehörigkeit
Annika Roloff startet für den MTV 49 Holzminden und trainierte seit Oktober 2015 mit dem Nachwuchs-Bundestrainer Stefan Ritter am Olympiastützpunkt Potsdam. Anfang 2017 zog sie wegen ihres Studiumbeginns nach Hannover und schloss sich zwischenzeitlich der Springer-Gruppe um Landestrainer Frank Reinhardt an.

## Auszeichnungen
- 2017: Die Stadt Holzminden verlieh Roloff für ihre sportlichen Leistungen als erster Athletin und Repräsentantin ihrer Heimatstadt die Haarmann-Nadel.[7]

## Bestleistungen
Leistungsentwicklung Stabhochsprung
| Jahr | Halle  | Freiluft |
| ---- | ------ | -------- |
| 2002 |        | 3,01 m   |
| 2003 |        | 3,51 m   |
| 2004 | 3,40 m | 3,52 m   |
| 2005 |        | 3,71 m   |
| 2006 | 3,70 m | 3,66 m   |
| 2007 | 3,91 m | 4,00 m   |
| 2008 | 3,80 m | 4,11 m   |
| 2009 | 4,15 m | 4,15 m   |
| 2010 | 4,15 m | 4,15 m   |
| 2011 | 4,25 m | 4,40 m   |
| 2012 | 4,42 m | 4,40 m   |
| 2013 | 4,35 m | 4,41 m   |
| 2014 | 4,45 m | 4,40 m   |
| 2015 | 4,40 m | 4,45 m   |
| 2016 | 4,46 m | 4,60 m   |
| 2017 | 4,51 m | 4,51 m   |
| 2018 | 4,30 m | —        |

Leistungsentwicklung Dreisprung
| Jahr | Halle | Freiluft |
| ---- | ----- | -------- |
| 2018 | —     | 11,92 m  |
| 2019 |       |          |

Persönliche Bestleistungen
(Stand: 28. Oktober 2018)
Halle
- Stabhochsprung: 4,51 m, Potsdam, Stabhochsprung-Meeting, 3. Februar 2017
- Weitsprung: 5,83 m, Hannover, NLV+BLV Hallenmeisterschaften, 20. Januar 2017
- 60 m Hürden: 8,44 s, Karlsruhe, Deutsche Hallenmeisterschaften, 22. Februar 2015

Freiluft
- Stabhochsprung: 4,60 m Landau in der Pfalz, Stabhochsprung-Meeting, 28. Juni 2016
- Weitsprung: 5,60 m (+ 1,0 m/s), Celle, Norddeutsche Meisterschaften, 10. Juli 2011
- Dreisprung: 11,92 m (- 1,4 m/s), Hamburg, Norddeutsche Meisterschaften, 7. Juli 2018
- 100 m Hürden: 13,87 s (+ 0,6 m/s), Kassel, Deutsche Hochschulmeisterschaften, 25. Mai 2017

## Erfolge
national
- 2008: Deutsche U18-Meisterin
- 2009: Deutsche U20-Hallenvizemeisterin
- 2009: 4. Platz Deutsche Jugendmeisterschaften (U20)
- 2009: 5. Platz Deutsche U23-Meisterschaften
- 2010: 5. Platz Deutsche U23-Meisterschaften
- 2011: Deutsche U23-Meisterin
- 2011: 5. Platz Deutsche Meisterschaften
- 2012: Deutsche U23-Meisterin
- 2012: Deutsche Hochschulmeisterin (Halle und Freiluft)
- 2013: Deutsche Hallen-Hochschulmeisterschaften
- 2013: Deutsche Hallenvizemeisterin
- 2013: 3. Platz Deutsche Hochschulmeisterschaften
- 2013: Deutsche U23-Vizemeisterin
- 2014: 5. Platz Deutsche Meisterschaften
- 2015: 4. Platz Deutsche Hallenmeisterschaften
- 2015: Deutsche Hochschulmeisterin
- 2016: 3. Platz Deutsche Hallenmeisterschaften
- 2016: Deutsche Vizehochschulmeisterin
- 2016: 3. Platz Deutsche Meisterschaften
- 2017: 5. Platz Deutsche Meisterschaften

international
- 2009: Teilnahme U20-Europameisterschaften
- 2011: U23-Europameisterin
- 2013: 13. Platz U23-Europameisterschaften
- 2014: 3. Platz US-Studentenmeisterschaften NCAA (Halle)
- 2014: US-Studentenmeisterin NCAA (Freiluft)
- 2016: 21. Platz Olympische Sommerspiele
- 2017: 10. Platz Halleneuropameisterschaften
- 2017: 2. Platz Sommer-Universiade